# Thielert Centurion
Thielert Centurion ist eine Baureihe von Flugzeugdieselmotoren für die Allgemeine Luftfahrt. Gebaut wurden die Motoren ursprünglich vom deutschen Unternehmen Thielert, das von Tecnify Motors, einer Tochter des chinesischen Staatskonzerns Aviation Industry Corporation of China, aufgekauft wurde. Da Continental Motors ebenfalls zu dem chinesischen Konzern gehört, werden die Motoren von Continental vertrieben.

## Konstruktion
Alle Centurion-Motoren sind wassergekühlt und turboaufgeladen und mit einem Full-Authority-Digital-Engine-Control-System (FADEC) ausgerüstet, das eine Einhebel-Bedienung ermöglicht. Dadurch wird das Antriebsmanagement für den Piloten vereinfacht. Des Weiteren erhöht es die Zuverlässigkeit, da es eine unsachgemäße Bedienung der Motoren verhindert. Die Triebwerke können sowohl Kerosin als auch Dieselkraftstoff verbrennen. Eine hohe Kompression kombiniert mit der digital gesteuerten Kraftstoffeinspritzung bietet Vorteile wie optimale Kraftstoffmenge unter allen Bedingungen sowie hohe Zuverlässigkeit durch weniger mechanische Komponenten. 
Alle Triebwerke der Centurion-Reihe werden mit einem Verstellpropeller betrieben, so dass der Motor immer mit der optimalen Drehzahl arbeiten kann. Da die optimale Drehzahl zu hoch für einen Propeller ist, wird er über ein Untersetzungsgetriebe angetrieben. Die Kombination aus Verstellpropeller und Getriebe ermöglicht eine zehn bis fünfzehn Prozent geringere Rotationsgeschwindigkeit der Propellerblattspitzen als bei vergleichbaren, konventionellen AvGas-betriebenen Flugmotoren, was den Propellerlärm reduziert.
Außerdem führt die hohe Kompression zu einer effizienteren Ausnutzung der Verbrennungsgase, was einen niedrigen Verbrauch zur Folge hat. Durch die höhere Dauerdrehzahl des Centurion ist im Vergleich zu herkömmlichen Kolbentriebwerken außerdem eine höhere Leistung bei kleinerem Hubraum möglich.
Ein Centurion-Motor mit Propellersteuerung, Untersetzungsgetriebe, Turbolader und FADEC wiegt erheblich mehr als konkurrierende, konventionelle Motoren von Continental oder Lycoming, aber der Gewichtsnachteil wird durch den ca. 30 % niedrigeren Treibstoffverbrauch der Centurion-Motoren kompensiert. Dennoch sind sie wesentlich komplexer, obwohl sie keine Zündung und keine Zündkerzen benötigen.

## Varianten

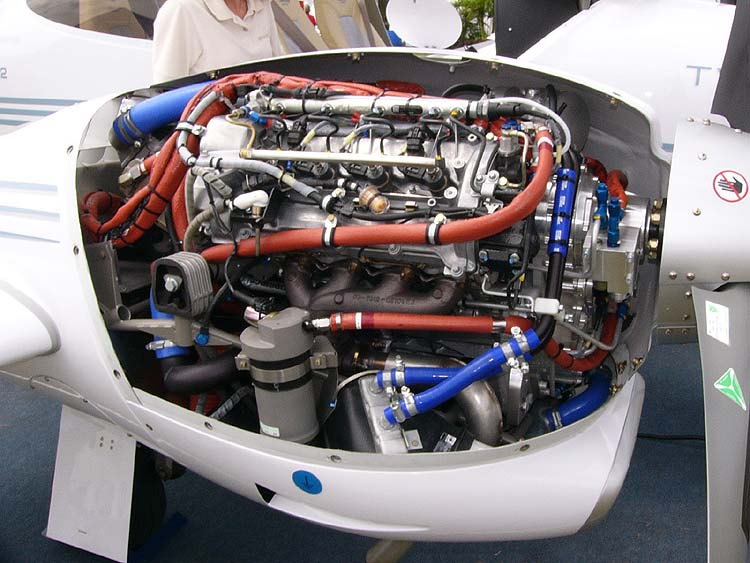
Centurion 1.7 in einer Diamond DA42

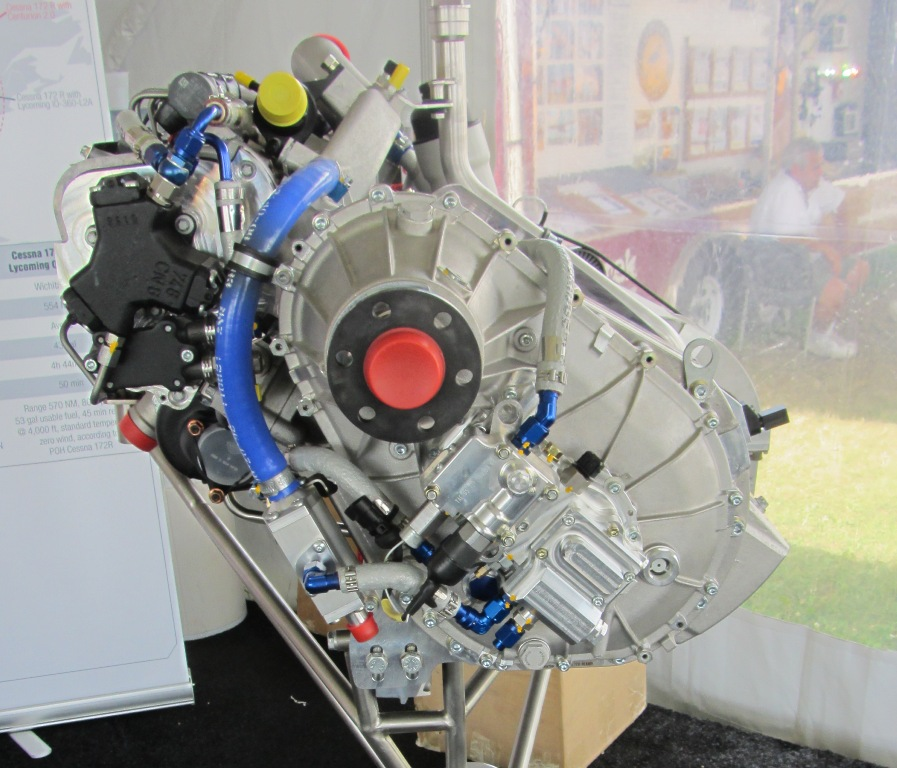
Centurion 2.0

Centurion 1.7 – Continental CD-135 (TAE 125-01)
Der erste Motor der Serie mit einem Hubraum von 1689 cm³ und einer Leistung von 135 PS (99 kW) basiert auf dem Mercedes-Benz OM 668 aus der A-Klasse A 170 CDI (W168) mit einer Bohrung von 80 mm und einem Hub von 84 mm. Der Motor entwickelt über 4.000 ft (ca. 1.220 m) Höhe mehr Leistung als ein Lycoming O-320, kann bis FL 120 eine Leistung von 125 PS (92 kW) halten und verbrennt bei Reiseflug auf FL 175 17,5 Liter Treibstoff pro Stunde bei einer Leistung von 97 PS (71 kW).
Von diesem Modell wurden über 1500 Einheiten gebaut, bevor er 2006 vom Centurion 2.0 abgelöst wurde. Allerdings verursachten Probleme mit Konstruktion, Service und Kundenbetreuung verbreitet Kundenunzufriedenheit, woraufhin Diamond Alternativen von Austro Engine entwickeln ließ.
Später wurden die Motoren unter der Bezeichnung CD-135 von Continental vermarktet. Sie wurden in Sankt Egidien produziert. Die Endmontage für den US-Markt erfolgte ab 2015 in Fairhope im US-Bundesstaat Alabama.
Centurion 2.0 (TAE 125-02-99)
Eingeführt Ende 2006. Der Hauptunterschied besteht in einem neuen Motorblock des Mercedes-Benz OM640 aus dem Mercedes-Benz A 200 CDI (W169) mit einem Hubraum von 1991 cm³ (Bohrung 83 mm, Hub 92 mm). Weitere Verbesserungen sind ein kompakteres FADEC, ein leichteres Getriebegehäuse, Anschlüsse für Glascockpits und neue Software, die die Programmierung des FADEC vor Ort ermöglicht. Die Ausmaße des Centurion 2.0 sind ähnlich denen des 1.7 und die Befestigungen sind kompatibel, sodass ein Centurion 1.7 gegen einen 2.0 ausgetauscht werden kann. Der Motor hat wie der 1.7 eine Leistung von 135 PS (99 kW), ist aber sowohl von der EASA wie auch von der FAA bis 155 PS (114 kW) musterzugelassen. Bis zum April 2008 hat der Motor insgesamt über 1.000.000 Flugstunden ohne irgendein mechanisches Versagen absolviert.
Centurion 2.0 S (TAE 125-02-114)
Dieser Vierzylinderturbodiesel mit Common-Rail-Direkteinspritzung und redundantem FADEC liefert 155 PS (114 kW) und damit erheblich mehr Leistung als der Centurion 2.0 mit 135 PS (99 kW) bei gleicher Masse.
Centurion 3.0
Musterzugelassen am 20. Juni 2017 von Technify Motors, V6-Dieselmotor mit 2987 cm³ mit Common-Rail-Direkteinspritzung, Turbolader, Untersetzungsgetriebe im Verhältnis 1:1,66 und elektronischer Engine Control Unit. 980 mm lang, 700 mm hoch und 790 mm breit, 221 kW (300 PS) für 5 Minuten, 202 kW (275 PS) Dauerleistung, jeweils bei 3880 min−1 (Propellerdrehzahl 2340 min−1).
Centurion 3.2
Dieser Motor wurde 2006 auf der Internationale Luft- und Raumfahrtausstellung Berlin angekündigt und sollte mit einer Leistung von 230 PS (169 kW) die Lücke zwischen dem 2.0 und dem 4.0 schließen. Ging nicht in Serienproduktion.

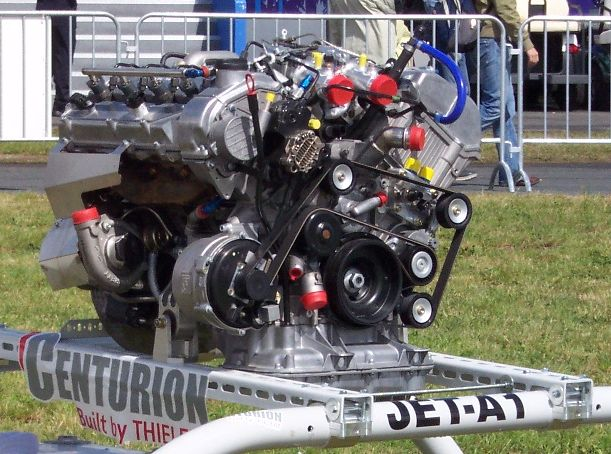
Centurion 4.0
V8-Motor mit vier Ventilen pro Zylinder; ursprünglich mit zwei Turboladern, später mit einem einzigen, größeren Turbolader und einer Leistung von 350 PS (257 kW); entwickelt aus dem Mercedes-Benz OM629 als Ersatz für herkömmliche Benzinmotoren dieser Leistungsklasse
Continental CD-155
Version des Centurion 2.0S von Continental mit 155 PS (114 kW).
Continental CD-300
Version des Dreiliter-Sechszylinder-Dieselmotors Centurion 3.0 mit einer Leistung von 310 PS (228 kW) bei 2300 min−1. Der CD-300 wird seit 2020 in der Diamond DA50 eingesetzt, nachdem die von Austro Engines entwickelten Motoren nicht zum Einsatz kamen

## Verwendung

### Centurion 1.7
- Diamond DA 40-TDI Star
- Diamond DA42 Twin Star
- Apex Aircraft Robin DR400 135 CDI Ecoflyer
- Cessna 172 („F“ und spätere Modelle mit Ergänzender Musterzulassung)[13]
- General Atomics MQ-1C Gray Eagle

### Centurion 2.0
- Diamond DA42 Twin Star
- Diamond DA 40
- Cessna 172 („F“ und spätere Modelle mit Ergänzender Musterzulassung)[13]
- Robin DR400 Ecoflyer
- TAI Anka
- Piper PA-28 Cherokee (mit Ergänzender Musterzulassung)[14]
- Piper PA-28 Archer DX
- Airbus Helicopters VSR700 UAV basierend auf der Cabri G2[15]

### Centurion 3.2
- Cessna 182 (mit Ergänzender Musterzulassung)

### Centurion 4.0
- Cirrus SR22 (mit Ergänzender Musterzulassung)
- Cessna 206 (mit Ergänzender Musterzulassung)
- Cessna 340 (mit Ergänzender Musterzulassung)
- Cessna 414 (mit Ergänzender Musterzulassung)
- Cessna 421 (mit Ergänzender Musterzulassung)
- Airlander

### Continental CD-155
- Cessna Turbo Skyhawk JT-A
- Glasair Sportsman 2+2 (Bausatz)
- Akaflieg Stuttgart fs35